# Gelfingen
Gelfingen foi uma comuna da Suíça, no Cantão Lucerna, com cerca de 762 habitantes. Estendia-se por uma área de 7,40 km², de densidade populacional de 103 hab/km². Confinava com as seguintes comunas: Hitzkirch, Hohenrain, Lieli, Retschwil, Römerswil, Sulz.
A língua oficial nesta comuna era o Alemão.

## História
Em 1 de janeiro de 2009, passou a formar parte da comuna de Hitzkirch.